# Akademia Sztuki i Techniki Filmowej
Akademia Sztuki i Techniki Filmowej (fr. Académie des Arts et Techniques du Cinéma, zwykle zwana Académie des César) – francuska organizacja z siedzibą w Paryżu przyznająca nagrodę Cezara. Powstała w 1975 roku z inicjatywy Georges’a Cravenne'a. W jej skład wchodzi ponad 4680 osób związanych zawodowo z filmem.
Powołaniem Akademii, zarządzanej przez Stowarzyszenie Promocji Kina (APC), jest nagradzanie najwybitniejszych osiągnięć, produkcji lub dzieł artystycznych kina francuskiego poprzez wręczanie im corocznie nagrody César, aby zachęcić do twórczości kinematograficznej i zwrócić na nią uwagę publiczności i mediów.

## Zarząd
Zarząd składa się z 50 członków oraz dodatkowych 13 członków wybranych ze względu na ich wkład w kinematografię. Zajmują się rekrutacjami, kryteriami i ogólnym zarządzaniem.
W lutym 2020 roku doszło do protestów dotyczących struktury zarządu. W liście otwartym podpisanym przez ponad 400 francuskich reżyserów i aktorów potępiono „nieprzejrzystość” struktury zarządu i brak demokratycznego zarządzania; członkowie Akademii nie wybierają przywództwa, w przeciwieństwie do podobnych organizacji, takich jak Amerykańskiej Akademii Sztuki i Wiedzy Filmowej czy BAFTY. W odpowiedzi cała rada dyrektorów zrezygnowała na kilka tygodni przed ceremonią wręczenia Cezarów 2019/2020.

## Prezydenci Akademii
Akademią od początku istnienia kieruje prezydent (nie mylić z przewodniczącym uroczystości).
- 1976: Marcel Ichac (tytuł tymczasowy)
- 1976 – 1986: Robert Enrico
- 1986 – 1988: Jeanne Moreau
- 1988 – 1990: Alexandre Mnouchkine
- 1990 – 1992: Jean-Loup Dabadie
- 1992 – 2003: Daniel Toscan du Plantier
- 2003 – 2020: Alain Terzian
- 2020: Margaret Ménégoz
- 2020: Véronique Cayla